# سلام لندن
سلام لندن (به هندی: Namastey London)فیلمی محصول سال ۲۰۰۷ و به کارگردانی ویپول آمروتلال شاه است. در این فیلم بازیگرانی همچون آکشی کومار، کاترینا کایف، ریشی کاپور، کلایو استندن، آپن پاتل، جاوید شیخ، ریتیش دشموک و گورپریت گوگی ایفای نقش کرده‌اند.